# Thylogale
Thylogale és un gènere de petits marsupials de la família dels macropòdids que conté set espècies. Solen viure en boscos i són els macropòdids més petits. A més de per la seva mida menor, es poden distingir els Thylogale dels altres ualabis per la seva cua més curta i gruixuda però amb menys pèls.

## Taxonomia
- Gènere Thylogale[1]
  - Ualabi de panxa vermella, Thylogale billardierii
  - Ualabi de Brown, Thylogale browni
  - Ualabi de Brun, Thylogale brunii
  - Ualabi de Calaby, Thylogale calabyi
  - Ualabi de muntanya, Thylogale lanatus
  - Ualabi de potes vermelles, Thylogale stigmatica
  - Ualabi de clatell vermell, Thylogale thetis